# 普定县人民政府
26°18′29″N 105°44′59″E / 26.308012°N 105.749626°E
普定县人民政府（简称普定县政府）是中华人民共和国贵州省安顺市普定县的行政管理机关。现任县长陈德国，2021年6月上任。

## 历任县长
| 姓名   | 就任日期   | 卸任日期  | 备注  |
| ------ | ---------- | --------- | ----- |
| 庞琨   | 2006年3月  | 2011年7月 |       |
| 方东   | 2011年11月 | 2013年5月 |       |
| 赵开运 | 2013年9月  | 2021年6月 | [ 1 ] |
| 陈德国 | 2021年6月  |           | [ 2 ] |